# Revest-du-Bion
Revest-du-Bion è un comune francese di 570 abitanti situato nel dipartimento delle Alpi dell'Alta Provenza nella regione Provenza-Alpi-Costa Azzurra. Fa parte dei sette comuni che giacciono sull'altopiano detto Plateau d'Albion, presso il Mont Ventoux.

## Società

### Evoluzione demografica
Abitanti censiti